# Леваковський Іван Федорович
Леваковський Іван Федорович (1828, Петербург — 1893, Харків) — професор Харківського університету, геолог, ґрунтознавець. 

## Біографія
Уродженець Петербурга. В юнацькому віці переїхав до Харкова, де закінчив у 1852 році курс на фізико-математичному факультеті Харківського університету зі ступенем кандидата і з золотою медаллю. Був спочатку вчителем природної історії. Рік провів за кордоном, займаючись у Бронна, Науманна і в лабораторії Бунзена. Повернувшись до Харкова, отримав в 1860 році ступінь магістра і, як ад'юнкт, відкрив курс лекцій з геології. 
1868 року по захисті докторської дисертації «Геологічне дослідження опадів пермської формації в північно-західній частині Донецького кряжа», обраний професором на щойно засновану кафедру геології, де він і працював до 1889 року. Вчений енергійно взявся за облаштування геологічного музею, почав видавати перший оригінальний підручник геології російською мовою та відвів у ньому значне місце геологічному описові Росії. Узяв діяльну участь в організації товариства випробувачів природи при харківському університеті, головою якого був з 1870 року до своєї смерті.

## Наукова діяльність
Видав праці «Матеріали з вивчення чорноземів» (1871), «Деякі доповнення до досліджень над чорноземом» (1888). Стояв біля витоків вчення про чорнозем, досліджуючи географію і походження чорноземів, причини відсутності чорноземів у Північній Росії, потужність чорноземів на різних елементах рельєфу, зробив аналіз методик визначення вмісту гумусу, працював над класифікацією ґрунтів.
Як учений, присвятив себе всебічному вивченню природи півдня Росії. Його численні наукові праці, що розміщувались майже винятково в «Працях Товариства Випробувачів Природи при Харківському Університеті», значно сприяли з'ясуванню геологічної будови величезної площі України. З цієї категорії праць Леваковського найважливішими є: «Про виступи кристалічних порід по Дніпру»; «Про причини відмінності у формі схилів річкових долин»; «Матеріали з вивчення чорноземів»; обширне «Дослідження відкладів крейдової та наступних за нею формацій на просторі між Дніпром та Волгою»; «Дослідження над утворенням Таврійських гір» та ін. Особливо цікавили науковця тогочасні геологічні явища на території сучасної України. Опису їх присвячені роботи: «Про слов'янські соляні озера»; «Про ґрунти і води м. Харкова»; «Зовнішні та підземні води в Катеринославській і Таврійській губерніях» і капітальний, але не закінчений твір «Води Росії стосовно її населення».